# Língua crioula do estreito de Torres
A língua crioula do estreito de Torres, também chamada  pidgin do estreito de Torres,  Pizin, brokan/broken,   broken English,  Blaikman, crioulo do cabo York, crioulo Lockhart , pidgin  inglês de Papua, Big Thap, Ailan Tok, Kriol ou papuano,  é uma língua  falada em várias ilhas do Estreito de Torres (Queensland, Austrália), na Península do Cabo York e na costa sudoeste de Papua-Nova Guiné.
Tem cerca de 25 000 falantes entre trilíngues e bilíngues, sendo uma língua bem usada no comércio. 
Relaciona-se de forma distante com outras línguas crioulas da Austrália, descendentes do pidgin inglês que se desenvolveu em torno de Sydney, após a colonização da Austrália.

## Escrita
Como todas línguas crioulas originadas de colonização europeia, o crioulo do Estreito de Torres usa uma forma do alfabeto latino. Essa forma específica não apresenta as consoantes C, F, H, J, Q, V, X e tem as 5 vogais convencionais mais as formas Ò, Ù, os ditongos Ai, Ei, Oi, Ui e ainda œ.

## Fonologia
A linguagem tem as seguintes vogais (notar que há alguma diferença dialetal):
- alta:  i, u
- meio alta : ù
- média : e, o
- Baixa : a, ò

Sons de alguns dialetos:
- Meio central : œ - Western-Central-TI-Papuan (in words from English, Kala Lagaw Ya, Agöb, Gidra, Malay and other languages)
- Alto retraído : ì – Oriental  (em palavras do Meriam Mìr)
- A extensão da vogal para a linguagem como um todo não é contrastiva , embora em alguns subdialetos parece ser contrastante;

Consoantes:
- labial: p, b, m, w
- dental: th, dh, n, l
- alveolar: t, d, r
- alveo-palatal: s, z, y
- velar: k, g, ng

O contraste dental -alveolar existe nos dialetos Ocidental, Central e do Cabo York, no entanto, só existe em outros dialetos na medida que influências do Inglês ou  centro-ocidentaisl forçem um contraste, ou quanto há oclusiva alveolar sonora;  d é perceeida com oclusiva rótica r (no Ocidental Central em wasamada qual é o problema, Em Papua Oriental wasamara).  Nos dialetos Papuas, as únicas consoantes alveolares são r, t com d sendo dental (ex.: usa-se junto com th e dh), enquanto que na influência de Meriam no Broken, t é dental, mas d é alveolar.
P, b, th, dh, k , g são aspiradas oclusivas  (ou seja acompanhado por um pequeno ' sopro de ar "), e também tem alofones totalmente aspirados , particularmente  p (assim, [pʰ] - [ɸ], [bʱ] - [β], [t̪ʰ] - [θ], [d̪ʱ] - [ð], [kʰ] - [x], [ɡʱ] - [ɣ]) enquanto que s e z variam em pronúncia entre [s/z], [ʃ/ʒ], e [tʃ/dʒ].  Isso reflete alofonias da língua como também a racionalização do maior inventário de fonemas do malaio e do inglês. As consoantes  t, d, m, n, l, w, y e ng não têm grandes variações alofônicas, enquanto que r varia de vibrante simples para vibrante múltimpla e para vibrante líquida.

## Dialetos
São seis os dialetos principais: Papuas, Centro-ocidentais, TI, Malaios, Orientais e Cabo York . Suas principais características mostram que é um Pidgin da região do Pacífic, no entanto, o futuro em X [i] ir + verbo alinha os mesmo com crioulos atlânticos.  As línguas relacionadas são o Pidgin das Ilhas Salomão , o Tok Pisin de Papua-Nova Guiné e o Bislama de Vanuatu. 

## Amostras de textos
A) Brokan i kriol langgus we òl i spikem lo dhem ailan blo Thoris Stret, lo nòthsaid gowe prom Kep Yòk, ausaid lo SauthWessaid blo Papua.  I gad samwe waze 25,000 pipol i sabe tòkem waze namba-wan langgus, namba-tu langgus 'ne namba-thri langgus blo dhempla.  Òl i yuzem lo plande ples waze langgus blo treiding an pò bai òl samthing.  I gad siks kain Brokan: blo Papua, blo Westen-Sentrel, blo Tiai, blo Maleman, blo Esten, blo Kep Yòk.  Òl dhem wòd blo em soem dhiskain pò yumpla, waze em i pizin blo Pasipik, dhasòl i gad wanwan thing, òlsem we yumpla spik pò taim we i go kam, yumpla yuzi dhis tòk : X [i] go meke samthing, dhisan i gad rilesen lo Kriol blo Atlantic, blo Zameka.
Thri langgus we i òlsem Brokan i Pijin blo Solomon Ailan, Tok Pisin blo Niu Gini, ane Bislama blo Banuatu.
B) Pai Nosso:
- Padha blo mipla, yu we yu stap dhe antap lo eben,
- Nem blo yu mipla mas mekem oliwan,
- Bambai basalaya blo yu i mas kam,
- Òl i mas meke laik blo yu iya lo apaguwa, òlsem òl i mekem we eben.
- Gibi dhamba blo tide pò mipla,
- Pigibi òlgedha nugud pasen blo mipla, òlsem mipla pigibi nugud pasen blo dhempla we òl i meke nugud pasen pò mipla.
- No libi mipla go pò laik pò nugud thing,
- Kasa dhasòl lego mipla prom nugudwan,
- Waze basalaya i blo yu, 'ne pawa,'ne glòri,
- Amen.